# Riserva naturale dell'Insugherata
La riserva naturale dell'Insugherata è un'area naturale protetta compresa interamente nel territorio del comune di Roma, tra la via Trionfale e la via Cassia, compresa nei suburbi Trionfale e Della Vittoria e nella zona Tomba di Nerone. La riserva occupa una superficie di 740 ettari ed è stata istituita con L.R. n. 29 del 6/10/1997, inoltre presenta numerosi reperti archeologici al suo interno, oltre a costituire un corridoio naturalistico tra l'area urbanizzata a nord di Roma ed il sistema naturalistico Veio-Cesano, a nord-ovest della capitale. La nuova perimetrazione e i recenti lavori del GRA (Grande Raccordo Anulare) hanno ridotto considerevolmente l'area protetta a Nord del Raccordo Anulare.

## Storia
La riserva è stata istituita con la legge regionale 29/97, ed è gestita dall'Ente Regionale Romanatura; le attività didattiche e le visite guidate sono state affidate, nel periodo 2000-2004 e 2008-2011, al soggetto gestore Cooperativa Climax. 
Nel 2010, dopo 6 mesi di lavori di sistemazione, a maggio è stato inaugurato il sentiero del Picchio realizzato dalla Cooperativa Climax con il contributo dell'Ente RomaNatura: è attualmente garantita una maggiore protezione ambientale, seppure essa sia stata resa possibile dal ripristino della recinzione delle proprietà private lungo parte del suo perimetro, e quindi con una limitazione dell'accessibilità. L'agibilità del parco è quindi parzialmente compromessa; seppure sia già stato firmato un protocollo tra i proprietari e Romanatura.

## Fauna
Tra i mammiferi sono comuni la volpe, la donnola, l'istrice, il tasso,   la martora e il cinghiale. Tra i micromammiferi sono presenti roditori - il moscardino, il topo selvatico, l'arvicola di Savi - e insettivori come la talpa, il mustiolo, il riccio.
L'avifauna è ricchissima; nidificano regolarmente quattro specie di rapaci notturni: l'allocco, il barbagianni, la civetta, l'assiolo. È stata segnalata la nidificazione di un gufo comune sulla terrazza di un condominio: un bell'esempio di convivenza tra uomo e animali selvatici. Nidificano regolarmente estese colonie di gruccioni, l'upupa, il gheppio, il picchio rosso maggiore, il cuculo,  il picchio verde, la gallinella d'acqua,  il nibbio bruno.
Tra i rettili, la biscia d'acqua dal collare, la  vipera, il ramarro, il biacco. Tra gli anfibi, dei quali è facile scoprire le uova, il rospo comune, la rana verde, la rana italica, la raganella, la salamandrina dagli occhiali.

## Flora
Nella riserva sono state censite oltre 630 specie floristiche di cui 44 peculiari della riserva: è l'area protetta che contiene la maggior parte delle erbe censite a Roma. Prende il suo nome dalla presenza di numerosi esemplari di sughere.

## Accessi
Gli accessi sono ufficialmente cinque, di cui tre da via Trionfale (da via Castagnola, via Rosa Gattorno e da via Conti) e due da via Cassia (da via Panattoni e da via Angiulli).